# Yasir Arafat
Mohamed Yasir Abdel Rahman Abdel Rauf Arafat al Qudwa al Huseini (en árabe: محمد ياسر عبد الرحمن عبد الرؤوف عرفات القدوة الحسيني‎) (El Cairo, 24 de agosto de 1929-Clamart, Francia, 11 de noviembre de 2004), más conocido como Yasir Arafat (ياسر عرفات) o por su kunya Abu Ammar (أبو عمار), fue un político nacionalista palestino, presidente de la Organización para la Liberación de Palestina, presidente de la Autoridad Nacional Palestina y líder del partido político secular Fatah, que fundó en 1959. Pasó gran parte de su vida luchando contra Israel en nombre de la autodeterminación de los palestinos; aunque se había opuesto a la existencia de Israel, en 1988 cambió de posición y aceptó la Resolución 242 del Consejo de Seguridad de Naciones Unidas.
En 1994 recibió el Premio Nobel de la Paz, junto con Shimon Peres e Isaac Rabin, por sus esfuerzos a favor de la paz en Oriente Próximo, y en España, junto con Isaac Rabin, el premio Príncipe de Asturias de cooperación internacional el 3 de septiembre del mismo año.

## Posturas
Arafat y su movimiento operaron desde varios países árabes. A finales de la década de 1960 y principios de la década de 1970, Fatah se enfrentó a Jordania en una breve guerra civil. Al ser forzado a huir de Jordania hacia el Líbano, Arafat y Fatah fueron objetivos importantes en las invasiones que Israel llevó a cabo en 1978 y 1982. Mientras la mayoría de los palestinos, con independencia de su ideología política, le veían como un guerrillero y mártir que simbolizaba sus aspiraciones nacionales, muchos israelíes le describían como terrorista a causa de los ataques que su facción llevó a cabo contra civiles.
Arafat entabló negociaciones con el gobierno de Israel para terminar con el conflicto de décadas entre este país y la OLP. Estos incluyeron la Conferencia de Paz de Madrid, los Acuerdos de Oslo y la Cumbre de Camp David de 2000. Sus rivales políticos, incluyendo a los islamistas y varios izquierdistas de la OLP, le criticaban a menudo por ser corrupto o demasiado sumiso en sus concesiones al gobierno de Israel.[cita requerida] En 1994, Arafat recibió el Premio Nobel de la Paz, junto a Isaac Rabin y Shimon Peres, por las negociaciones de Oslo. Durante este tiempo, Hamás y otras organizaciones militares tomaron el poder y sacudieron los cimientos de la autoridad de Fatah que Arafat había establecido en los Territorios Palestinos.
A finales de 2004, tras llevar confinado más de dos años en su complejo de Ramala por el ejército israelí, Arafat cayó enfermo y entró en coma. Los médicos hablaron de púrpura trombocitopénica idiopática y cirrosis, pero no se hizo ninguna autopsia. Murió el 11 de noviembre de 2004 a los 75 años.

## Primeros años

### Nacimiento e infancia
Yasir Arafat nació en El Cairo, hijo de padres palestinos. Su padre, Abdel Raouf al-Qudwa al-Huseini, era de Gaza; y su abuela paterna era egipcia. El padre de Arafat era comerciante textil en El-Sakakini, un distrito de El Cairo con gran mezcla de religiones.
Arafat fue el segundo más joven de siete hijos y, junto con su hermano pequeño Fathi, fue el único que nació en El Cairo. Su madre, Zahwa Abul Saud, procedía de una familia de Jerusalén. Murió de una dolencia renal en 1933 cuando Arafat tenía cuatro años.
La primera visita de Arafat a Jerusalén se produjo cuando su padre, incapaz de criar a siete hijos él solo, le envió a él y a su hermano Fathi junto con la familia de su madre al barrio marroquí de la ciudad vieja de Jerusalén. Vivieron allí durante cuatro años con su tío Salim Abul Saud. En 1937, su padre los reclamó para que quedaran al cuidado de su hermana mayor, Inam. La relación de Arafat con su padre se estaba deteriorando; cuando este murió en 1952, Arafat no asistió a su funeral. Tampoco visitó la tumba de su padre tras su regreso a Gaza.

### Educación y guerra árabe-israelí de 1948
En 1944, Arafat se matriculó en la Universidad del Rey Fuad I y se graduó en 1950. Más tarde declaró haber hallado una mejor comprensión del judaísmo y el sionismo al entablar discusiones con judíos y leer publicaciones de Theodor Herzl y otros sionistas prominentes. Al mismo tiempo, se hizo nacionalista árabe y comenzó a pasar armas de contrabando hacia el antiguo Mandato británico de Palestina, destinadas a los irregulares del Alto Comité Árabe y las milicias del Ejército de la Guerra Santa. Durante la guerra árabe-israelí de 1948, Arafat dejó la universidad y junto con otros árabes se propuso entrar en Palestina para unirse a las fuerzas árabes que luchaban contra las tropas israelíes. Sin embargo, en lugar de unirse a las filas de los fedayines palestinos, Arafat luchó junto a los Hermanos Musulmanes, aunque no se unió a la organización. Tomó parte en los combates de la zona de Gaza, que era el campo de batalla principal de las fuerzas egipcias durante el conflicto. A principios de 1949 la guerra se estaba decantando a favor de Israel y Arafat volvió a El Cairo por falta de apoyo logístico.
Tras volver a la universidad, Arafat estudió ingeniería civil y ejerció de presidente de la Unión General de Estudiantes Palestinos (UGEP) desde 1952 hasta 1956. Durante su primer año como presidente de la unión, la universidad cambió de nombre para llamarse Universidad de El Cairo, después de que el Movimiento de Oficiales Libres diera un golpe de Estado, destronando al rey Faruq I. Por aquel entonces, Arafat ya había obtenido el título de grado en ingeniería civil y fue llamado a filas para luchar con las fuerzas egipcias durante la guerra del Sinaí; sin embargo, nunca llegó a luchar en ese campo de batalla. Más tarde ese mismo año, en una conferencia en Praga, vistió una kufiyya de color blanco liso, diferente de la estampada a cuadros que adoptó más tarde en Kuwait, que se convertiría en su emblema.

### Nombre
El nombre original de Arafat era Mohammed Abdel Rahman Abdel Raouf Arafat al-Qudwa al-Husseini. Su primer nombre era Mohammed Abdel Rahman; Abdel Raouf era el nombre de su padre y Arafat el de su abuelo. El nombre de su tribu era Al-Qudwa, que pertenecía al clan al-Husseini. Debe señalarse que el clan de Arafat, al-Husseini, estaba situado en Gaza y no debe confundirse con el conocido clan al-Husayni de Jerusalén.
Aunque Arafat creció en El Cairo, era común la tradición de quitar Mohammed o Ahmad del primer nombre; egipcios famosos como Anwar el-Sadat y Hosni Mubarak también lo hicieron. Sin embargo, Arafat también quitó las partes de Abdel Rahman y Abdel Raouf. A principios de los años 1950, Arafat adoptó el nombre de Yasir y, durante sus primeros años en la guerrilla, adoptó el nom de guerre de Abu Ammar. Ambos nombres están relacionados con Ammar ibn Yasir, uno de los primeros compañeros de Mahoma. Aunque se despojó de la mayoría de sus nombres heredados, conservó Arafat debido a su trascendencia en el islam.

## Origen de Fatah

### Fundación de Fatah
Tras la crisis de Suez de 1956, el presidente egipcio Gamal Abdel Nasser, un líder del Movimiento de Oficiales Libres, acordó permitir a la Fuerza de Emergencia de las Naciones Unidas que se estableciera en la península de Sinaí y en la Franja de Gaza, causando la expulsión de todas las fuerzas de la guerrilla o «fedayín» que había allí, incluyendo a Arafat. En principio Arafat se esforzó por obtener una visa para Canadá y más tarde para Arabia Saudita, pero no lo consiguió en ninguno de los casos. En 1957 solicitó una visa para Kuwait (en aquel momento un protectorado británico), que le fue concedida sobre la base de su trabajo en ingeniería civil. Allí se encontró con dos amigos palestinos: Salah Khalaf (Abu Iyad) y Khalil al-Wazir (Abu Jihad), ambos miembros oficiales de los Hermanos Musulmanes Egipcios. Arafat había conocido a Abu Iyad durante su periodo en la Universidad de El Cairo y a Abu Jihad en Gaza. Ambos se convertirían en la mano derecha de Arafat durante su vida política posterior. Abu Iyad viajó con Arafat a Kuwait a finales de 1960; Abu Jihad, trabajando también como profesor, había estado viviendo allí desde 1959. Tras establecerse en Kuwait, Abu Iyad ayudó a Arafat a conseguir un trabajo temporal como profesor de colegio.

La bandera de Palestina, adoptada por la Organización para la Liberación de Palestina en el momento de su fundación, en 1964. Tiene varios significados pero uno de los más conocidos es que el verde es los campos de olivos, el negro el luto, el rojo la rebeldía y el blanco la secularidad. Se basa en la Bandera de la Rebelión Árabe contra los otomanos.

Mientras Arafat entablaba amistad con otros refugiados palestinos (algunos de los cuales conoció durante sus días en El Cairo), él y otros fundaron de manera gradual un grupo que terminó conociéndose como Fatah. Se desconoce la fecha exacta del nacimiento de Fatah. Sin embargo, en 1959, la existencia del grupo quedó atestiguada en las páginas de una revista nacionalista palestina, Filastununa Nida al-Hayat (Nuestra Palestina, La Llamada de la Vida), que escribía y editaba Abu Jihad. FaTaH es un acrónimo inverso del nombre árabe Harakat al-Tahrir al-Watani al-Filastini, cuya traducción es «El Movimiento de Liberación Nacional Palestino». Fatah también es una palabra que se usaba al principio de los tiempos islámicos para referirse a la «conquista».
Fatah se dedicó a la tarea de liberar Palestina mediante la lucha armada por parte de los propios palestinos. Esto difería de otras organizaciones políticas y guerrilleras de Palestina, la mayoría de las cuales creía firmemente en una respuesta árabe unida. La organización de Arafat nunca abrazó las ideologías de los gobiernos nacionales árabes más importantes de la época, en contraste con otras facciones palestinas, que a menudo se convertían en satélites de naciones como Egipto, Irak, Arabia Saudita, Siria y otras.
De acuerdo con su ideología, Arafat en general rechazaba donaciones a su organización de parte de gobiernos árabes importantes, con el fin de actuar de forma independiente a ellos. Sin embargo, no quería alienarlos, y buscó su apoyo unánime evitando alianzas con grupos leales a otras ideologías. Sin embargo, trabajó duro en Kuwait para establecer las bases del apoyo económico futuro a Fatah consiguiendo contribuciones de los muchos palestinos adinerados que trabajaban allí y en otros países del Golfo, como Catar (donde conoció a Mahmud Abbas en 1961). Estos hombres de negocios y trabajadores del petróleo contribuyeron generosamente a la organización de Fatah. Arafat continuó este proceso en otros países árabes como Libia y Siria.
En 1962, Arafat y sus compañeros más cercanos emigraron a Siria —un país que hace frontera con Israel—, que recientemente se había separado de la efímera unión con el Egipto de Nasser. En esa época, Fatah tenía aproximadamente trescientos miembros, pero ninguno de ellos era combatiente. Sin embargo, en Siria consiguió reclutar miembros con mayores ingresos para embarcarse en su lucha armada contra Israel. Las fuerzas de Fatah aumentaron más después de que Arafat decidiera ofrecer salarios mucho mayores a los miembros del Ejército por la Liberación de Palestina, la fuerza militar regular de la Organización para la Liberación de Palestina, que fue creada por la Liga Árabe en el verano de 1964. El 31 de diciembre de ese mismo año, un pelotón de Al-Asifah, el brazo armado de Fatah en aquella época, intentó infiltrarse en Israel, pero fueron interceptados y detenidos por fuerzas de seguridad libanesas. A este incidente siguieron varias incursiones más por parte de los guerrilleros de Fatah, mal entrenados y equipados. Algunos tuvieron éxito, mientras que otros fracasaron. A menudo Arafat lideró personalmente estas incursiones.
Arafat y su ayudante principal, Abu Jihad, fueron detenidos en Siria cuando se produjo el asesinato de un líder palestino pro-sirio, Yusuf Orabi. Horas antes de su asesinato, Arafat estaba discutiendo con él acerca de maneras de unificar sus facciones y para solicitar el apoyo de Orabi contra los rivales de Arafat dentro del liderazgo de Fatah. Poco después de que Arafat abandonara la reunión, a Orabi le arrojaron por la ventana de un edificio de tres pisos y la policía siria leal a Hafez al-Asad (Assad y Orabi eran «amigos íntimos») sospechaba que Arafat estaba implicado en el incidente. Assad organizó un jurado, que encontró a Arafat y a Abu Jihad culpables de asesinato. Sin embargo, ambos fueron perdonados por el presidente sirio Salah Jadid. No obstante, el incidente deterioró las relaciones entre Assad y Arafat, algo que saldría a flote más tarde cuando Assad alcanzó la presidencia de Siria.

### Líder de los palestinos
El 13 de noviembre de 1966, Israel lanzó un gran ataque contra el pueblo cisjordano de as-Samu, administrado por Jordania, en respuesta a un ataque con bomba de carretera, implementado por Fatah, que había matado a tres miembros de las fuerzas de seguridad de Israel, cerca del sector meridional de la Línea Verde. En la escaramuza que se produjo como consecuencia del ataque israelí murieron decenas de miembros de las fuerzas de seguridad jordanas y 125 casas quedaron arrasadas. Esta incursión fue uno de los factores que condujeron a la Guerra de los Seis Días de 1967.
La Guerra de los Seis Días comenzó cuando Israel lanzó un ataque aéreo preventivo contra la fuerza aérea de Egipto el 5 de junio de 1967. La guerra terminó con una derrota árabe y la ocupación de varios territorios árabes por parte de Israel, incluyendo Cisjordania y la Franja de Gaza. Aunque Nasser y sus aliados árabes resultaron derrotados, Arafat y Fatah se pudieron apuntar una victoria, ya que la mayoría de los palestinos, que hasta entonces tendían a alinearse y simpatizar con gobiernos árabes particulares, a partir de ese momento empezaron a aceptar que era indispensable una solución «palestina» a su dilema. Muchos partidos políticos principalmente palestinos, incluyendo el Movimiento Nacionalista Árabe de George Habash, el Alto Comité Árabe de Amin al-Husayni, el Frente de Liberación Islámica y varios grupos respaldados por Siria, que en la práctica estaban desmoronados con la derrota de los gobiernos que los financiaban. Apenas una semana después de la derrota, Arafat cruzó el Río Jordán disfrazado y entró en Cisjordania, estableció centros de reclutamiento en Hebrón, la zona de Jerusalén y Nablus, y empezó a atraer a luchadores y patrocinadores para su causa.
Al mismo tiempo, Nasser contactó con Arafat a través de Mohammed Heikal (uno de los consejeros de Nasser), tras lo cual Nasser declaró que Arafat era el «líder de los Palestinos». En diciembre, Ahmed Shukeiri dimitió de su puesto como presidente de la OLP. Yahya Hammuda ocupó su lugar e invitó a Arafat a que se uniera a la organización. A Fatah se le concedieron 33 de los 105 asientos del Comité Ejecutivo de la OLP, mientras que se dejaron 57 asientos para otras facciones de la guerrilla.

### Batalla de Karameh
A lo largo de 1968, Fatah y otros grupos armados palestinos fueron el objetivo de una importante operación militar israelí en la aldea jordana de Karamé, donde se situaba la sede de Fatah, además de un campo de refugiados palestinos de tamaño medio. El nombre del pueblo es la palabra árabe para «dignidad», lo cual elevaba su poder simbólico a los ojos de los árabes, sobre todo después de la derrota árabe de 1967. La operación se encontró con fuertes ataques en el interior de Cisjordania, incluyendo lanzamientos de cohetes por parte de Fatah y otras milicias palestinas. Según Said Aburish, el gobierno de Jordania y cierto número de comandos de Fatah informaron a Arafat de que se estaba preparando un ataque a gran escala de Israel al pueblo, instando a los grupos fedayín, como el recientemente formado Frente Popular para la Liberación de Palestina de George Habash y la organización disidente de Nayef Hawatmeh, el Frente Democrático por la Liberación de Palestina, a que retiraran sus fuerzas del pueblo. Aunque un general de división jordano favorable a Fatah le aconsejó que retirara a sus hombres y su sede hacia las colinas cercanas, Arafat se negó, afirmando: «Queremos convencer al mundo de que en el mundo árabe hay quien no se rinde ni huye.» Aburish escribe que fue por las órdenes de Arafat que Fatah se quedó en su sitio, y que el Ejército Jordano acordó respaldarles si se producían combates fuertes.
En la noche del 21 de marzo, las Fuerzas de Defensa Israelíes atacaron Karamé con armamento pesado, vehículos acorazados y aviones caza. Fatah mantuvo su posición, para sorpresa del ejército israelí. Al intensificar las fuerzas israelíes el ataque entró en juego el Ejército Jordano, provocando que los israelíes se retiraran para evitar una guerra a gran escala. Al final de la batalla murieron cerca de 150 militantes de Fatah, veinte soldados jordanos y veintiocho soldados israelíes. A pesar del gran número de víctimas mortales árabes, Fatah se consideró victorioso por la rápida retirada del ejército israelí. El propio Arafat estuvo en el campo de batalla, pero no están claros los detalles sobre su implicación. Sin embargo, sus aliados (además de la inteligencia israelí) confirmaron que durante la batalla estuvo animando a sus hombres a que mantuvieran sus posiciones y continuaran luchando.
La batalla estuvo cubierta en gran detalle por la revista Time, y la cara de Arafat apareció en la portada del 13 de diciembre de 1968, llevando por primera vez su imagen a todo el mundo. Tras la guerra, la reputación de Arafat y Fatah recibió un espaldarazo, y Arafat fue considerado un héroe nacional que se atrevía a enfrentarse a Israel. Además de los elogios masivos por parte del mundo árabe, las donaciones económicas aumentaron significativamente y mejoraron el armamento y equipamiento de Fatah. Muchos jóvenes árabes, incluyendo miles de no palestinos, comenzaron a engrosar las filas de Fatah.
En el Consejo Nacional Palestino de El Cairo del 3 de febrero de 1969, Yahya Hammuda renunció a la presidencia de la OLP y Arafat ocupó su lugar. Dos años después se convirtió en el comandante en jefe de las Fuerzas Revolucionarias Palestinas, y en 1973 se convirtió en el líder del brazo político de la OLP.

## Jordania

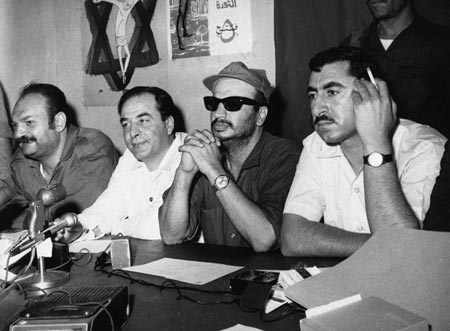
Arafat (con gafas de sol) con el líder del Frente Democrático por la Liberación de Palestina, Nayef Hawatmeh, y el escritor palestino Kamal Nasser en una conferencia de prensa en Amán, en 1970.

A finales de los años 1960 aumentaron de manera importante las tensiones entre los palestinos y el gobierno jordano; elementos de resistencia árabe, fuertemente armados, habían creado un virtual «estado dentro de un estado» en Jordania, controlando varias posiciones estratégicas del país. Tras su victoria en la batalla de Karamé, Fatah y otras milicias palestinas empezaron a tomar el control de la vida civil de Jordania. Establecieron controles policiales, humillaban públicamente a las fuerzas policiales jordanas, molestaban a las mujeres y recaudaban impuestos ilegales; todo lo cual Arafat consentía o ignoraba. El rey Hussein consideró que esto era una amenaza creciente a la soberanía y seguridad de su reino y trató de desarmar a las milicias. Sin embargo, para evitar una confrontación militar con las fuerzas de la oposición, Hussein despidió a varios de sus ministros anti-OLP, incluyendo algunos miembros de su propia familia, e invitó a Arafat a convertirse en primer ministro de Jordania. Arafat lo rechazó citando su creencia en la necesidad de un Estado palestino con un liderazgo palestino.
A pesar de la intervención de Hussein, las acciones militantes continuaron en Jordania. El 15 de septiembre de 1970, el FPLP secuestró cinco aviones e hizo aterrizar a tres de ellos en Dawson's Field, situado a 48 km al este de Amán. Cuando los pasajeros fueron trasladados a otro lugar, hicieron explotar tres de los aviones. Esto dañó la imagen de Arafat en muchos países occidentales, incluyendo Estados Unidos, que le tenía por responsable de controlar las facciones palestinas que pertenecían a la OLP. Arafat, cediendo a la presión de los gobiernos árabes, condenó públicamente los secuestros y puso en suspenso al FPLP de cualquier acción guerrillera durante unas semanas. (Había actuado igual cuando el FPLP atacó en Aeropuerto de Atenas). El gobierno jordano se movió para retomar el control sobre su territorio y, el día siguiente, el Rey Hussein declaró la ley marcial. Ese mismo día Arafat se convirtió en el comandante supremo del ELP.

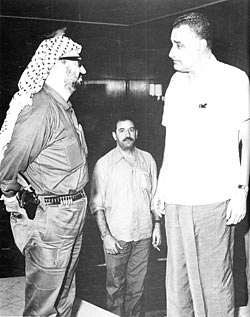
Arafat y Abu Jihad se reúnen con Gamal Abdel Nasser tras su llegada a El Cairo para asistir a la primera cumbre de emergencia de la Liga Árabe, en 1970.

Tras encrudecerse el conflicto, otros gobiernos árabes intentaron negociar una salida pacífica. Gamal Abdel Nasser formó parte de este esfuerzo organizando la primera cumbre de emergencia de la Liga Árabe en El Cairo, el 21 de septiembre. El discurso de Arafat atrajo las simpatías de los líderes árabes asistentes. Otras cabezas de estado se alinearon contra Hussein, entre ellos Muamar el Gadafi, que se burló de él y de su padre esquizofrénico, el rey Talal. Por tanto, fracasó el intento de establecer un acuerdo de paz entre los dos bandos. Nasser murió de un infarto al corazón horas después de la cumbre.
Para el 25 de septiembre, el ejército jordano había conseguido dominar y, dos días después, Arafat y Hussein acordaron un alto el fuego en Amán. El ejército jordano provocó muchas bajas entre los palestinos —incluyendo civiles—, que sufrieron aproximadamente 3500 muertes. Tras repetidas violaciones del alto el fuego tanto por la OLP como por el ejército jordano, Arafat hizo un llamamiento para derrocar al rey Hussein. En respuesta a esta amenaza, en junio de 1971, Hussein ordenó a su ejército expulsar a todos los guerrilleros palestinos que quedaban en el norte de Jordania, lo cual consiguieron. Arafat y varios de sus hombres, incluyendo dos comandantes de alto rango, Abu Iyad y Abu Jihad, fueron arrinconados en el rincón más septentrional de Jordania. Tomaron posiciones cerca del pueblo de Gerasa, cerca de la frontera con Siria. Con la ayuda de Munib Masri, un miembro del gabinete jordano favorable a los palestinos, y Fahd al-Khomeimi, el embajador saudí en Jordania, Arafat consiguió entrar en Siria con cerca de dos mil de sus hombres. Sin embargo, debido a la hostilidad entre Arafat y el presidente sirio Hafez al-Asad (que había expulsado al presidente Salah Jadid), los luchadores palestinos cruzaron la frontera hacia el Líbano para unirse a las fuerzas de la OLP de ese país, donde establecieron su nueva sede.

## Movimientos palestinos

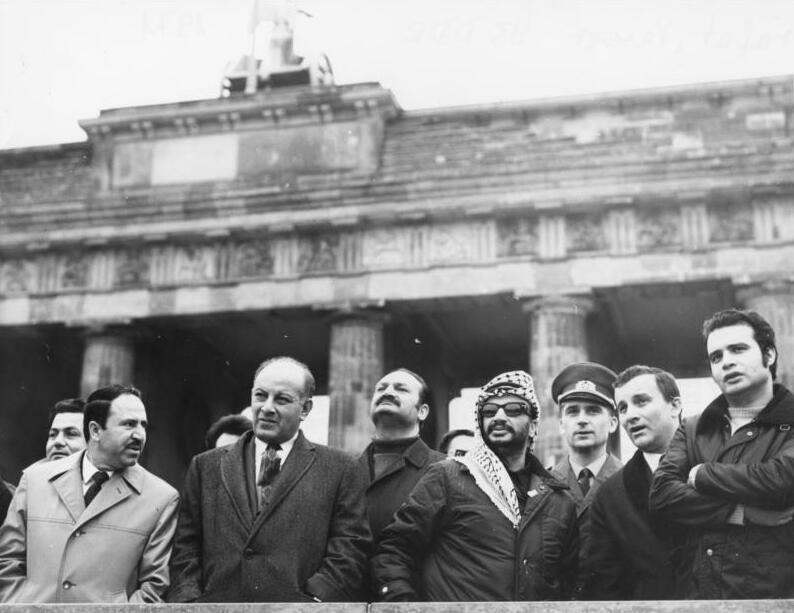
Arafat, Berlín (1971).

Desde el final de la Segunda Guerra Mundial participó en el incipiente movimiento palestino, que aspiraba a construir un Estado árabe independiente en el entonces Mandato Británico, lo cual chocaba con las aspiraciones judías sobre el mismo territorio.
Arafat se unió en 1944 a la Liga de Estudiantes Palestinos, de la cual fue presidente desde 1952 hasta 1956. En 1957 o 1959 (las fuentes difieren al respecto)[cita requerida] participó en Kuwait en la fundación de la organización Fatah, que reunida en 1964 con otros movimientos y partidos políticos crearon la Organización para la Liberación de Palestina. El 3 de febrero de 1969 pasó a presidir ambas formaciones, simbolizando desde entonces las aspiraciones palestinas de recuperar su patria perdida a costa de la invasión territorial de Israel y frente a las ambiciones de sus vecinos árabes.
Durante los Juegos Olímpicos de Múnich de 1972, el grupo conocido como Septiembre Negro secuestró y asesinó a once atletas israelíes, en lo que se denominó la masacre de Múnich. Según diversas fuentes, Arafat estaba informado sobre los planes del secuestro en Múnich. Otros autores que sostienen esta información son Mohammed Oudeh (Abu Daoud), uno de los cerebros de la masacre de Múnich, y Benny Morris, un importante historiador Israelí.
Como máximo líder del movimiento, fue rechazado en muchos países occidentales por sus vinculaciones con el terrorismo árabe; pero tuvo también momentos de aceptación, como su famosa alocución ante las Naciones Unidas en virtud del reconocimiento de la OLP como legítima representante del pueblo palestino (1974), o su admisión como miembro de la Liga Árabe (1976).
En 1981 fue recibido en Madrid por el presidente del gobierno de España, Adolfo Suárez, con honores de jefe de Estado. Fue la primera vez que Arafat era tratado de esta forma en una nación europea.

## Túnez
El ataque israelí al Líbano entre 1982 y 1985 privó a la OLP de las bases desde donde había realizado sus acciones armadas contra Israel y obligó a Arafat a refugiarse con su organización en Túnez, aunque esto no evitó que la aviación israelí bombardeara sus cuarteles generales en este país en 1985. El protagonismo de la lucha árabe pasó entonces al interior, a las poblaciones de los territorios ocupados, que desde 1988 crearon un clima de rebelión permanente contra las autoridades israelíes (la Intifada).
Arafat intentó capitalizar ese movimiento proclamando simbólicamente el 15 de noviembre de 1988 la creación del Estado de Palestina (cuyo gobierno en el exilio presidía él mismo), que obtuvo el reconocimiento de más de sesenta países. Pero las sucesivas derrotas militares de los árabes acabaron por convencerle, a raíz de la desaparición de la Unión Soviética y de la guerra del Golfo en los primeros años noventa, de la necesidad de llegar a un entendimiento con Israel.

## Paz con Israel

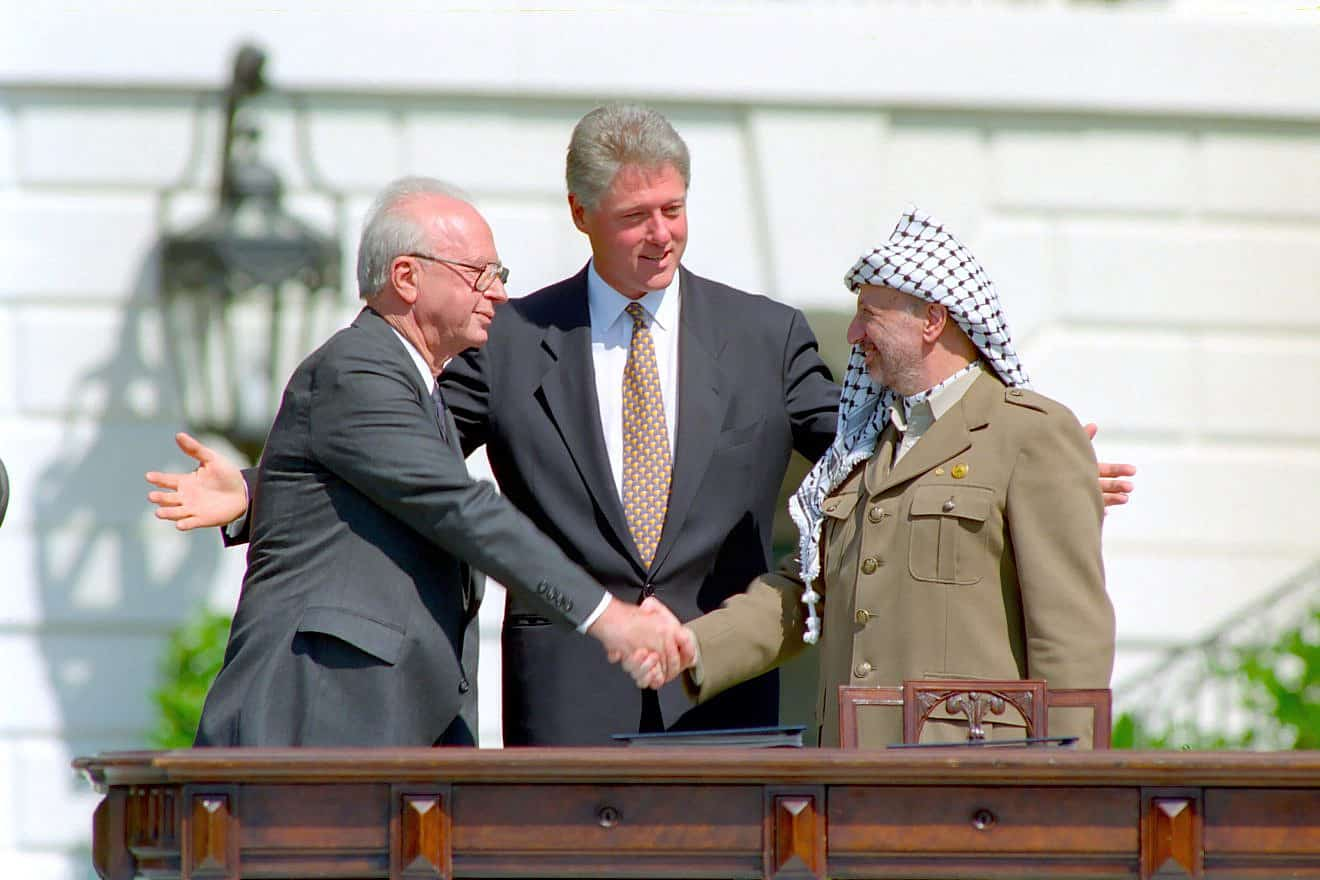
Acuerdos de Oslo, 13 de septiembre de 1993.

El impulso de Estados Unidos a la apertura de un proceso de paz en Oriente Medio le dio la ocasión para iniciar conversaciones secretas con representantes israelíes, que condujeron a los acuerdos firmados en Washington en 1993: Arafat regresó a Cisjordania como titular de un gobierno autónomo (la Autoridad Nacional Palestina) que inicialmente solo tenía poder sobre Gaza y Jericó (después se iría extendiendo a otras ciudades de Cisjordania).
Los retrasos y discrepancias en el plan de retirada israelí de los territorios ocupados añadían dificultad al proceso, viciado por problemas de fondo, como la falta de entendimiento sobre el futuro de Jerusalén (reclamada como capital tanto por los israelíes como por los palestinos) o la falta de apoyo por parte de Siria.
Los esfuerzos de Arafat fueron reconocidos con la concesión, junto a Rabin, del Premio Nobel de la Paz y del Premio Príncipe de Asturias de la Concordia en 1994. El proyecto de paz enfrentó grandes dificultades debido a la oposición de los radicales de ambos bandos. Extremistas palestinos cometieron varios atentados y el 4 de noviembre de 1995 Rabin fue asesinado por un ultranacionalista israelí.

## Presidente de la Autoridad Palestina
El 20 de enero de 1996 fue elegido presidente de la Autoridad Nacional Palestina, con el 87 % de los votos. Desde 2001 vivió en Ramallah bajo arresto domiciliario vigilado por las autoridades israelíes, tocando a su fin los acuerdos de paz de Oslo de 1993.

## Vida privada
Arafat tuvo una vida muy inestable, y esto también se vio reflejado en sus relaciones. Se lo vincula con una joven egipcia y con otra jordana. También fue pareja de la periodista uruguaya Isabel Pisano, quien le dedicó una biografía íntima y ha publicado polémicas declaraciones relativas a su muerte. Se casó en 1990 con su secretaria Suha Tawil, con quien tuvo una hija, Zahwa, nacida el 24 de julio de 1995 en París.
Según polémicas aseveraciones de medios propagandísticos, Yasir Arafat habría mantenido vínculos homosexuales, aunque habría tratado de ocultar este aspecto a la opinión pública. Sin embargo, estas especulaciones emergieron por una afirmación de que murió por causa de SIDA, lo que se demostró falso.

## Controversia sobre su muerte

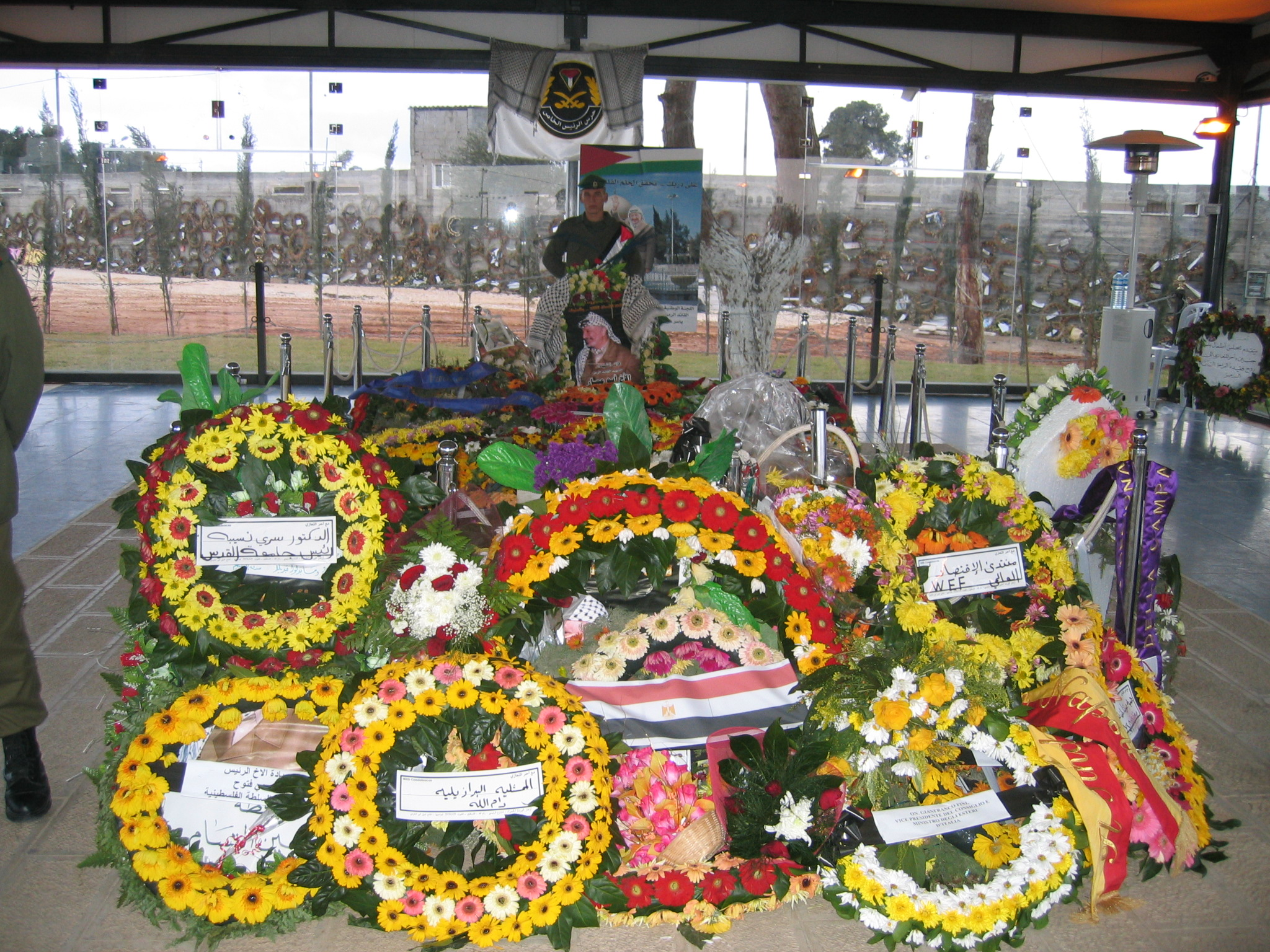
Tumba de Arafat, en Ramala (Cisjordania).

En 2004 fue trasladado a Francia, donde se encontraba su esposa, al Hôpital d'Instruction des Armées Percy, un hospital militar francés en Clamart (cerca de París), donde estuvo hospitalizado desde el 29 de octubre y en coma desde el 3 de noviembre.
Murió en la madrugada del 11 de noviembre de 2004 a las 3:30 hora local (2:30 UTC) debido a una hemorragia cerebral según los medios de prensa; a las 4:40 (3:40 UTC) según el comunicado oficial de la Autoridad Nacional Palestina. En septiembre de 2005, un experto en SIDA declarado por Israel afirmó que Arafat tenía todos los síntomas del SIDA según los registros médicos obtenidos. Pero otros, incluido Patrice Mangin, de la Universidad de Lausana, y The New York Times, refutaron esta afirmación e insistieron en que el registro de Arafat indicaba que era muy poco probable que la causa de su muerte fuera el SIDA. Otras fuentes afirman que murió por envenenamiento urdido por los servicios secretos israelíes.

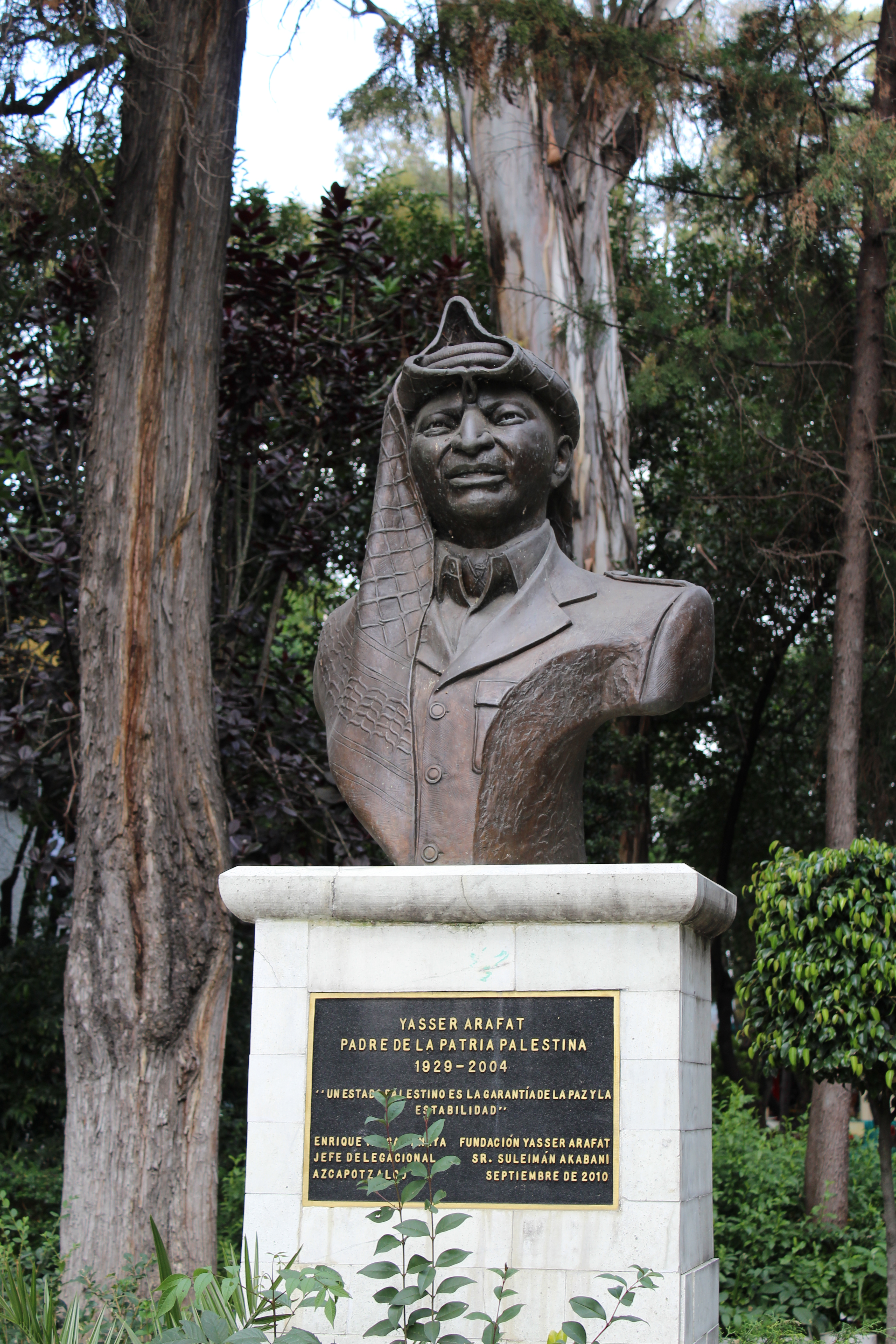
Monumento a Arafat en la colonia Clavería de Ciudad de México.

Claude Goasguen, parlamentario francés, reclamó una investigación parlamentaria para acallar los rumores sobre el presunto asesinato de Arafat. El Gobierno francés señaló que no había evidencias de que Arafat fuese envenenado, de otro modo se habría abierto una investigación criminal.
En julio de 2012, la cadena de noticias catarí Al Jazeera publicó una investigación de nueve meses en la que distintas pruebas realizadas por el prestigioso Centro de Medicina Legal del Hospital Universitario de Lausana (Suiza) determinaron que las pertenencias de Arafat, especialmente las que habían estado en contacto con sus fluidos corporales, contenían un nivel extremadamente alto de polonio 210, un material radioactivo, y que esto no era explicable por causas naturales, lo que sugiere un envenenamiento como posible causa de su muerte. El mismo mes, un experto israelí citado por el diario Jerusalem Post aseguró que los restos radiactivos del polonio 210 se desvanecen a menos de la mitad en cuatro meses, por lo que los altos niveles descubiertos en las ropas de Arafat indican que fueron «implantados» mucho tiempo después de su muerte.
El presidente de la Autoridad Nacional Palestina, Mahmud Abbas, ordenó al comité encargado de investigar las causas de la enfermedad y la muerte de Arafat que tratase de averiguar la verdad sobre este tema y aceptó que se exhumase el cadáver con ese fin.
Unas horas antes, Suha Arafat, la viuda de Yasir, ya había pedido la exhumación de los restos mortales de su marido. Finalmente a fecha de 27 de noviembre de 2012, se procedió a exhumar el cadáver de Yasir Arafat, bajo supervisión rusa, para esclarecer si fue envenenado. Expertos forenses suizos, rusos y franceses tomaron muestras de los restos para su estudio. En noviembre de 2013, el equipo suizo determinó que las muestras tenían niveles de polonio 210 dieciocho veces superiores a lo normal. En diciembre de ese mismo año, según una fuente anónima que filtró las conclusiones a la prensa, una investigación de la justicia francesa mantenida secreta concluyó que «Arafat no fue envenenado, sino que murió de causas naturales», como consecuencia de una «infección generalizada». Expertos rusos confirmaron posteriormente las conclusiones de la investigación francesa.
En enero de 2018 el periodista e investigador israelí Ronen Bergman en el libro Rise and Kill First (Levántate y mata primero) menciona el uso por Israel de radiación para matar al líder palestino.